# Schody (film)
Schody – polski film animowany wykonany techniką lalkową z 1968 roku w reżyserii Stefana Schabenbecka, na podstawie autorskiego scenariusza. Film wyprodukowała łódzka wytwórnia Se-ma-for. Tematem filmu jest podróż człowieka, który wspina się po schodach tylko po to, by zamienić się w ich następny stopień.

## Odbiór
W 2015 roku Bartosz Staszczyszyn z portalu Culture.pl wymienił Schody na liście 20 arcydzieł polskiej animacji.

## Nagrody
| Rok  | Festiwal                   | Nagroda                              | Źródło |
| ---- | -------------------------- | ------------------------------------ | ------ |
| 1969 | Krakowski Festiwal Filmowy | Brązowy Lajkonik w konkursie polskim | [ 2 ]  |